# Giuseppe Maria Papardo del Parco
Giuseppe Maria Papardo del Parco (Messina, 13 settembre 1819 – 3 agosto 1883) è stato un arcivescovo cattolico italiano.

## Biografia
Nacque a Messina dal nobile Bernardo e dalla moglie Violante del Pozzo, principessa del Parco. Era fratello di Ignazio Carlo Vittore Papardo, vescovo di Patti. Con la loro generazione si estinse il casato dei Papardo.
Dopo aver pronunciato i voti solenni, divenne procuratore generale dei Chierici regolari teatini. Ebbe anche l'incarico di consultore della Sacra Congregazione per le indulgenze e le sacre reliquie.
Accolto nell'Accademia di Religion Cattolica, nel 1853 espose una dissertazione, poi data alle stampe, Sulla libertà, uguaglianza e fraternità del socialismo, nel quale confuta i principii rivoluzionari, affermando che le parole, travisate dai socialisti, finiscono per negare il loro autentico significato.
L'11 dicembre 1857 papa Pio IX lo nominò vescovo titolare di Sinope e amministratore apostolico sede plena di Messina, durante gli anni della vecchiaia dell'arcivescovo cardinale Francesco di Paola Villadecani; ricevette l'ordinazione episcopale nella chiesa di Sant'Andrea della Valle a Roma il 31 gennaio 1858 dal cardinale Girolamo d'Andrea, prefetto della Congregazione dell'Indice, co-consacranti i futuri cardinali Mariano Falcinelli Antoniacci e Salvatore Nobili Vitelleschi, arcivescovi titolari rispettivamente di Atene e di Seleucia di Isauria.
Nel 1867 l'arcidiocesi di Monreale rimase vacante per la morte di mons. Benedetto D'Acquisto; la sede vacante si protrasse anche per i tentativi del governo liberale di intervenire nella nomina dei vescovi, che era soggetta all'exequatur e alla pretesa di subentrare nel regio patronato ai precedenti monarchi, ossia di godere del diritto di presentazione dei vescovi. Dopo la frattura tra Chiesa e Stato con la presa di Porta Pia del 20 settembre 1870, la Santa Sede rifiutò di concordare le nomine dei vescovi e tra il 1871 e il 1872 procedette a nomine unilaterali per le diocesi siciliane.
Il 27 ottobre 1871 lo stesso papa Pio IX lo promosse arcivescovo metropolita di Monreale. Fino al 1879 non ricevette l'exequatur e pertanto aveva ricevuto l’ingiunzione di lasciare il palazzo arcivescovile. Un'eventuale resistenza avrebbe potuto comportare non solo l'uso della forza, ma anche l'allontanamento coatto dalla diocesi e l'affidamento della diocesi a un vicario capitolare. Mantenne il suo incarico fino alla morte, il 3 agosto 1883.

## Genealogia episcopale
La genealogia episcopale è:
- Cardinale Scipione Rebiba
- Cardinale Giulio Antonio Santori
- Cardinale Girolamo Bernerio, O.P.
- Arcivescovo Galeazzo Sanvitale
- Cardinale Ludovico Ludovisi
- Cardinale Luigi Caetani
- Cardinale Ulderico Carpegna
- Cardinale Paluzzo Paluzzi Altieri degli Albertoni
- Papa Benedetto XIII
- Papa Benedetto XIV
- Papa Clemente XIII
- Cardinale Marcantonio Colonna
- Cardinale Giacinto Sigismondo Gerdil, B.
- Cardinale Giulio Maria della Somaglia
- Cardinale Luigi Lambruschini, B.
- Cardinale Girolamo d'Andrea
- Arcivescovo Giuseppe Maria Papardo del Parco, C.R.